# Beanspruchung (Sport)

Belastungs-Beanspruchungs-Modell

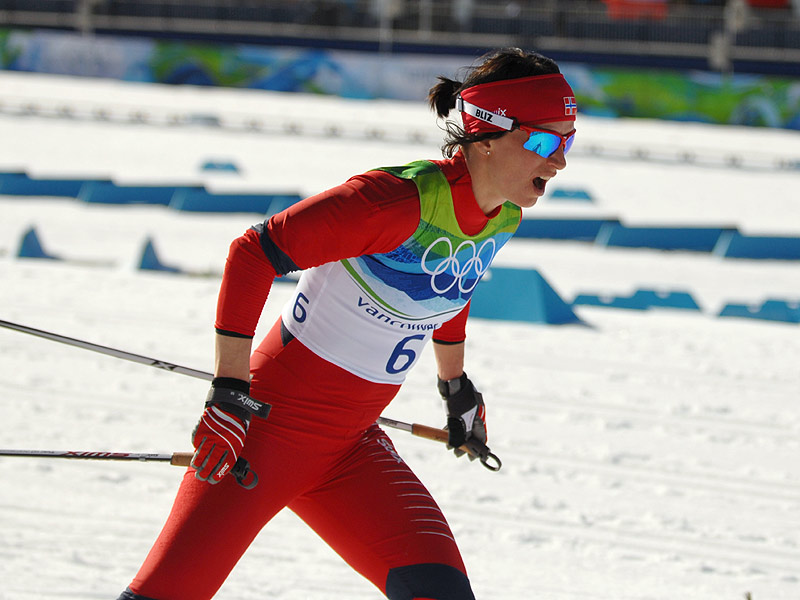
Verstärkte Atmung als Folge einer hohen körperlichen Beanspruchung.

Beanspruchung ist die individuelle Reaktion eines Organismus auf eine Belastung, messbar an der Veränderung verschiedener physiologischer Parameter wie zum Beispiel Herzfrequenz. Der Beanspruchungsgrad, also die Größe der Beanspruchung, wird von der Leistungsfähigkeit des Menschen bestimmt, so dass die Beanspruchung bei gleicher Leistung sehr unterschiedlich sein kann. Je geringer der Leistungszustand des Sportlers, desto größer ist der Beanspruchungsgrad. So hat zum Beispiel eine ausdauerleistungsfähige Person bei gleicher Belastung eine niedrigere Herzfrequenz als eine untrainierte Person.

## Beanspruchungsformen
Man unterscheidet die fünf motorischen Hauptbeanspruchungsformen Koordination, Beweglichkeit, Kraft, Schnelligkeit und Ausdauer. Dabei werden Kraft, Schnelligkeit und Ausdauer als die „klassischen“ Hauptbeanspruchungsformen gesehen, Koordination und Flexibilität als selektive motorische Hauptbeanspruchungsformen.

## Messung der Beanspruchung
Der Beanspruchungsgrad kann mit physiologischen Messgrößen wie zum Beispiel Herzfrequenz, Atemzeitvolumen oder Laktat, mit Hilfe von Beobachtungen (Selbst- und Fremdbeobachtung) oder mit Befragungen und physiologischen Skalierungsmethoden (zum Beispiel Borg-Skala) erfasst, bewertet und kontrolliert werden. Dies ist ein wichtiges Aufgabengebiet der Leistungsdiagnostik.

## Beanspruchungsfolgen
Zu den unmittelbaren Folgen einer Beanspruchung zählen die Ermüdung sowie eine zeitweise verminderten Leistungsfähigkeit. Zu den bleibenden Folgen zählt die Anpassung des Organismus durch Superkompensation.